# Эдип и Сфинкс
«Эдип и Сфинкс» (фр. Œdipe explique l'énigme du sphinx) — картина Жана Огюста Доминика Энгра, французского художника. Созданная первоначально в 1808 году как студенческая работа, она была дополнена и закончена в 1827 году. На картине изображён Эдип, объясняющий загадку Сфинкса. Написанная маслом на холсте картина имеет размеры 189 на 144 см и хранится в Лувре, который приобрел её в 1878 году.

## История
Картина была начата в Риме, куда Энгр прибыл с опозданием в 1806 году после победы на Большой римской премии в 1801 году. Работая в мастерской на территории Виллы Медичи, Энгр продолжал свои занятия и, как требовалось от каждого лауреата премии, регулярно посылал работы в Париж, чтобы можно было судить о его успехах. В качестве этих работ в 1808 году Энгр отослал «Фигуру Эдипа» в натуральную величину и «Купальщицу Вальпинсона» в натуральную величину, надеясь этими двумя картинами продемонстрировать своё мастерство в изображении обнажённых мужчин и женщин. Академики дали средние оценки отображению света в обеих картинах и сочли фигуры недостаточно идеализированными.

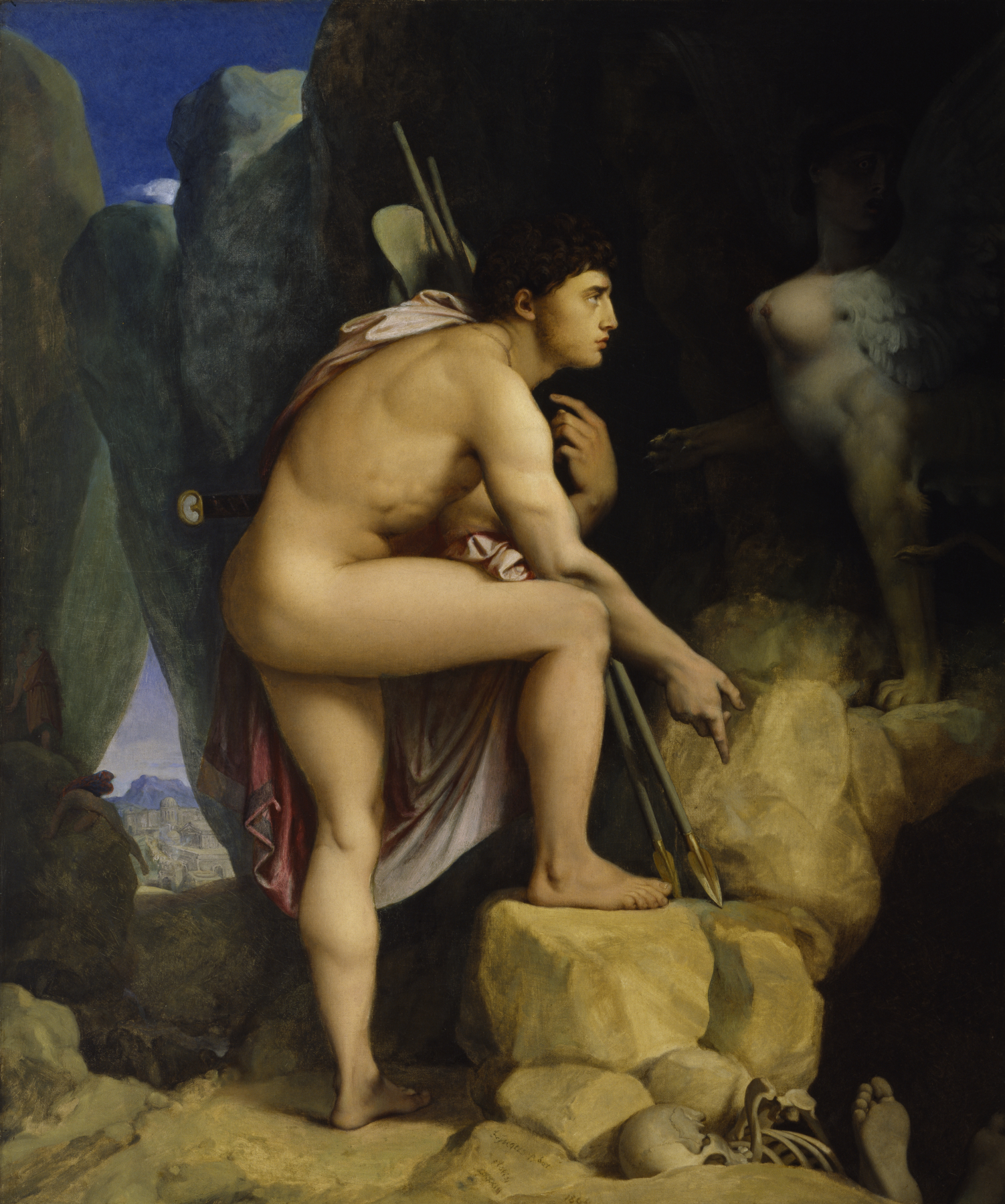
Эдип и Сфинкс, 1864, Художественный музей Уолтерс

Впоследствии Энгр долгие годы хранил «Фигуру Эдипа» в своей мастерской. Примерно в 1825 году он решил переработать её, чтобы превратить то, что было по сути этюдом в более развитую повествовательную сцену. Он увеличил холст, добавив 20 см к левому краю, 31 см к верхнему и 31 см к правому. На расширенном пространстве картины он создал драматический контраст между ярко освещённым пейзажем, видимым вдалеке, и тенями, которые окутывают Сфинкса. Энгр изменил позу Сфинкса и добавил человеческие останки, видимые в нижнем левом углу. Поза и выражение лица бегущего человека, расположенного на заднем плане, свидетельствуют о том, что Энгр изучал Никола Пуссена, а эта фигура также была добавлена в это время. В ноябре 1827 года Энгр выставил готовую работу вместе с двумя портретами в Парижском салоне, где они были хорошо приняты.
Картина подписана и датирована 1808 годом в левом нижнем углу. Энгр продал «Эдипа и Сфинкса» в 1829 году, а в 1878 году картина попала в Лувр.
Небольшой масляный набросок около 1826 года, в котором Энгр проверял композицию перед переработкой картины, хранится в Лондонской национальной галерее. Когда-то он принадлежал Эдгару Дега, который приобрел его в 1897 году или раньше.
В 1864 году Энгр написал третью версию «Эдипа и Сфинкса», меньшую по сравнению с первой и с изменением композиции и многих деталей. Ныне она хранится в Художественном музее Уолтерса (Балтимор, штат Мэриленд).